# 巨村駅
巨村駅（コチョンえき）は、慶尚北道奉化郡にある、韓国鉄道公社の駅である。

## 駅構造
- 島式ホーム1面2線の地上駅。

## 歴史
- 1955年2月1日：開業。
- 2007年6月1日：旅客取扱中止。

## 隣の駅
韓国鉄道公社
嶺東線
奉化駅 - 巨村駅 - (鳳城駅) - (法田駅) - 春陽駅